# Wetmorella

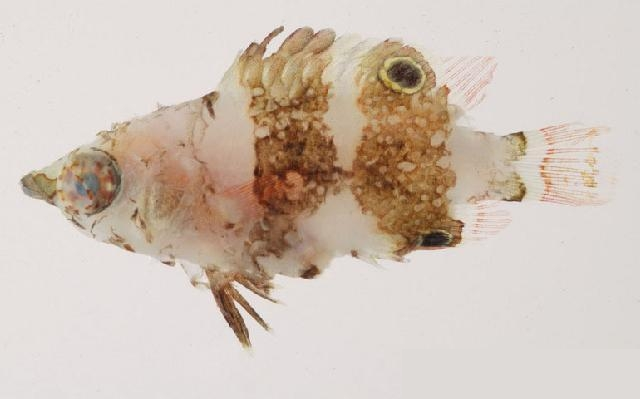
W. nigropinnata, esemplare giovanile

Wetmorella Fowler & Bean, 1928 è un genere di pesci di acqua salata appartenenti alla famiglia Labridae.

## Habitat e Distribuzione
Provengono dalle barriere coralline dell'oceano Pacifico e dell'oceano Indiano, anche se W. tanakai ha un areale più ristretto e si trova soltanto in Indonesia e nelle Filippine.

## Descrizione
Presentano un corpo compresso lateralmente, con il muso affusolato ed una livrea che varia dal marrone al rossiccio intervallata da fasce bianche o giallastre verticali. Quest'ultima rende gli esemplari adulti di questo genere, in particolare W. albolineata facilmente confondibili con i giovani dei generi Epibulus e Cheilinus. Spesso sulle pinne sono presenti degli ocelli neri.
Questi pesci sono di piccole dimensioni: la lunghezza varia dai 3.7 cm di W. tanakai agli 8 di W. nigropinnata.

## Tassonomia
Questo genere comprende 3 specie:
- Wetmorella albofasciata
- Wetmorella nigropinnata
- Wetmorella tanakai

## Conservazione
W. albofasciata e W. nigropinnata non sono minacciate da particolari pericoli, quindi la lista rossa IUCN le classifica come "a rischio minimo" (LC), mentre W. tanakai è classificata come "dati insufficienti" (DD) perché la specie e le sue minacce non sono ancora state studiate approfonditamente, quindi queste ultime sono per ora sconosciute.